# Mordellistena malaccana
Mordellistena malaccana là một loài bọ cánh cứng trong họ Mordellidae. Loài này được Píc miêu tả khoa học năm 1917.

## Hình ảnh

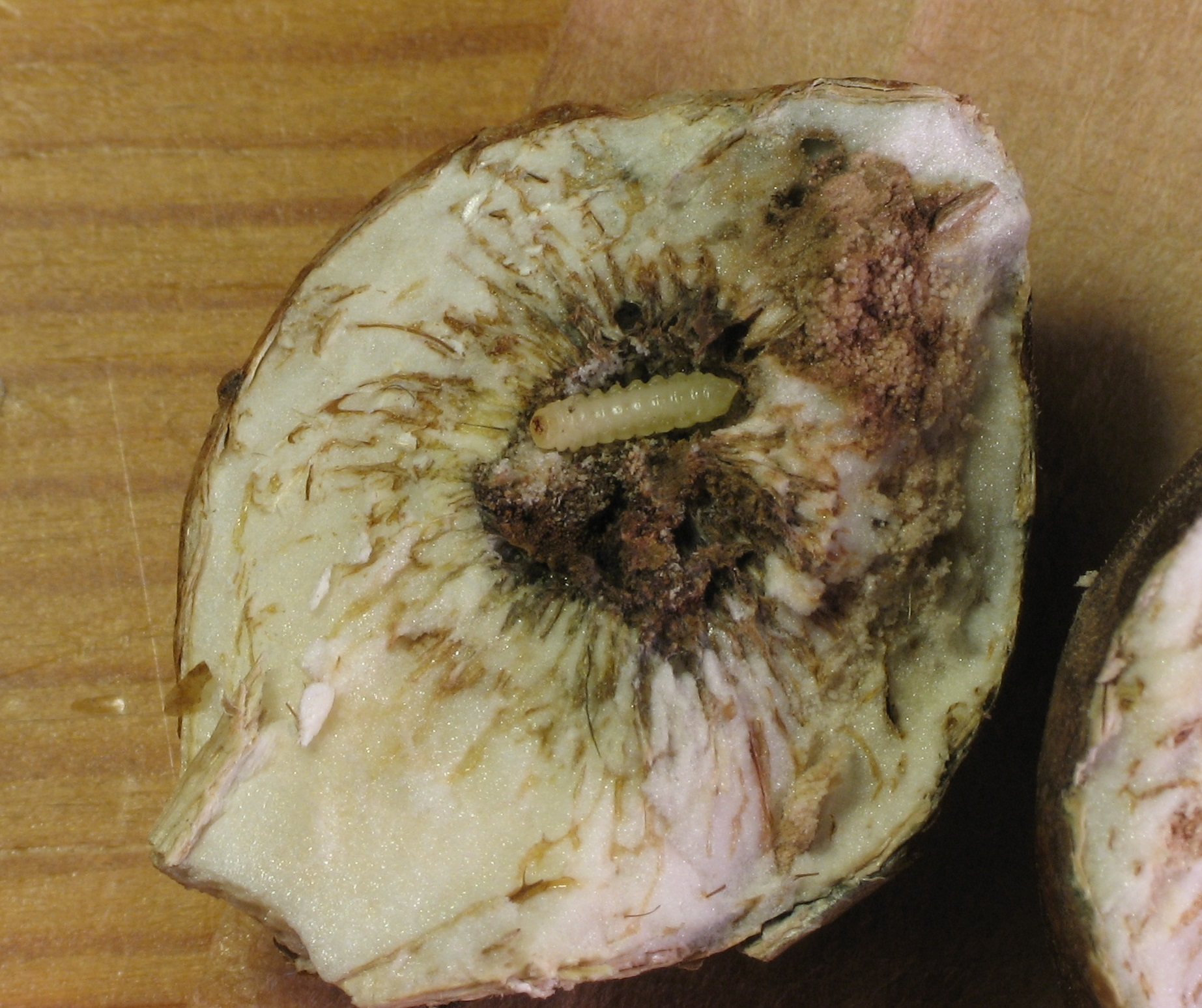